# Notion (plataforma de col·laboració)
Notion és una plataforma de col·laboració en línia que ofereix una solució integrada per a la gestió de tasques, l'organització de notes i el seguiment del temps. És una eina molt versàtil que es pot utilitzar per a diversos propòsits, com ara organitzar projectes de treball, planificar esdeveniments, prendre notes i mantenir un diari, entre altres coses. La plataforma està disponible en línia i també com a aplicació per a dispositius mòbils. Notion s'ha convertit en una eina de col·laboració popular, amb milions d'usuaris arreu del món.

## Història
Notion Labs Inc, és una empresa emergent situada a San Francisco que va ser fundada al 2016. Els fundadors van rebutjar conèixer capitalistes de risc o adquirint una taxació més alta.
La aplicació es va llançar al març del 2016 per a navegadors de web i OS X, respectivament, al maig del 2017 per Windows de Microsoft, i al juny del 2017 per iOS.
El març del 2018, el programari va ser actualitzat a Notion 2.0, rebent la posició número 1 com a producte del més per al Product Hunt, i sent presentat en un article en WSJ. L'empresa va tenir menys que 10 empleats en aquest punt.
El juny del 2018, es va llançar l'aplicació oficial per a Android.
El setembre del 2019, l'empresa va anunciar l'arribada d'1 milió d'usuaris.

## Programari
Notion és una plataforma de col·laboració amb suport per markdown que integra taulers kanban, tasques, wikis, i bases de dades. L'empresa diu ser un espai de treball tot-en-un per fer notes, coneixement i administració de dades, administració de projectes i tasques. Es descriu com un programari per unificar un l'espai de treball i com a eina d'administració, permetent als usuaris comentar en els projectes en la marxa, participar en discussions i rebre comentaris d'altres. A més de ser una aplicació multiplataforma, també és accesible amb la majoria de navegadors. Presenta un clíper de web. L'eina ajuda als usuaris a planificar tasques, administrar arxius, guardar documents i posar recordatoris a l'agenda, permetent a l'usuari organitzar la seva feina. Permet als usuaris a agregar qualsevol contingut en línia dins de les pàgines de Notion que utilitzen Embed.ly.

### Preus
Notion té 4 modes de subscripció: gratüit, personal, equip i empresa. L'aplicació ofereix un compte amb sistema de credit, i aquest es pot obtenir a través de referències. Si els usuaris tenen saldo dis les comptes no se'ls farà cap recàrrec. Des del Maig del 2020, la companyia va actualitzar el Pla Personal per permetre un nombre il·limitat de blocs en contraposició del limit que hi havia anteriorment. Això permet als nous usuaris beneficiarse de tenir un emmagatzematge il·limitat.

### Integracions
Notion permet als usuaris integrar-hi una compte d'Slack. També permet als usuaris escriure equacions, etc., en format LaTeX.